# Bienvenu Manamika Bafouakouahou
Bienvenu Manamika Bafouakouahou (Bafuakuau ou Bafwakwau en kikongo)(né le 16 octobre 1964 à Brazzaville) est un prélat catholique congolais, archevêque de Brazzaville depuis novembre 2021, après avoir été évêque coadjuteur de l'archidiocèse de Brazzaville en 2020 et évêque du diocèse de Dolisie de 2013 à 2020.

## Biographie
Bienvenu Manamika Bafouakouahou a été ordonné prêtre le 29 août 1993.
De 1993 à 1995, il est directeur spirituel du petit séminaire de Mindouli dans le diocèse de Kinkala, en plus de sa qualité de prêtre de la paroisse des Martyrs de Mindouli. De 1995 à 2000, il étudie le droit canonique à l'université de Salamanque en Espagne tout en étant prêtre dans les églises Saint Paul et Marie de la Miséricorde (1998-1999). De 2000 à 2003, il est curé à Paray-Vieille-Poste en France. Entre 2004 et 2009, il est curé à la cathédrale sainte Monique de Kinkala. Il est en même temps vicaire général, délégué épiscopal diocésain de Caritas et coordinateur du collège saint Augustin de Kinkala.
Le 24 mai 2013, le pape François le nomme évêque du diocèse de Dolisie. C'est le premier évêque de ce diocèse créé par démembrement du diocèse de Nkayi. Le 25 août de la même année, il reçoit la consécration épiscopale des mains de Andrés Carrascosa Coso, nonce apostolique au Congo.
Le 18 avril 2020 il est nommé archevêque coadjuteur de Brazzaville,,.
Il est ensuite installé comme archevêque métropiitain de ce diocèse le 21 novembre 2021, au stade Félix Éboué de Brazzaville. Il succède à Anatole Milandou dont la renonciation à la charge épiscopale a été acceptée par le pape François pour raison d'atteinte de la limite d'âge,,.
Sa devise est Confirma fratres tuos.